# Odienné
Odienné es un departamento de la región de Kabadougou, Costa de Marfil. En mayo de 2014 tenía una población censada de 91 691 habitantes.
Se encuentra ubicado al noroeste del país, cerca de la frontera con Malí y la República de Guinea.